# 禁止禁止！

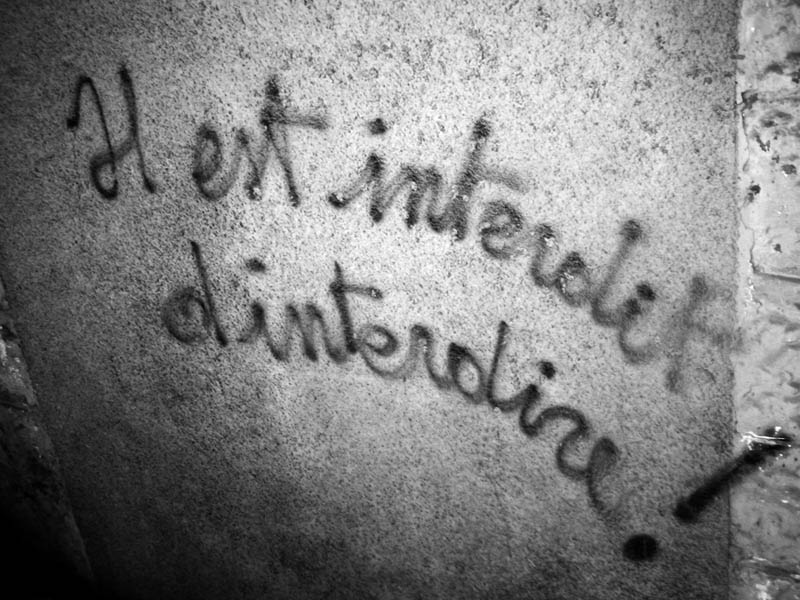
写于法国芒通一处墙上的“禁止禁止！”标语。

“禁止禁止！（法語：Il est interdit d'interdire !）”是法国的格言，最初由RTL广播的喜剧演员让·亚内创造。其最初为一笑话而作，后成为五月风暴的标志性标语。语言学家认为该格言为同根词反复。
这句格言并未出现在五月风暴遗留的海报或照片中，其与这次事件的联系似乎更多源自“传统成见”，缺乏历史基础，可能是在发生数十年后为争论目的而提出的，为的是论证性解放在此次运动中的重要性。格言包含在《世界报》列出的五月风暴40条标语中，也是在运动发生半个世纪后仍具备知名度的标语。